# 1 001 Pattes
Pour le jeu vidéo, voir 1 001 Pattes (jeu vidéo).
Série Classiques d'animation Pixar
Toy Story
(1995) Toy Story 2
(1999)
Pour plus de détails, voir Fiche technique et Distribution.
1 001 Pattes ou Une vie de bestiole au Québec (A Bug's Life) est un film américain co-realisé par John Lasseter et Andrew Stanton, sorti en 1998. Il s'agit du deuxième long-métrage d'animation en images de synthèse des studios Pixar.
Le maladroit Tilt (Flick, au Québec) a détruit la récolte de la saison de sa fourmilière. Pareille bévue n'est pas faite pour plaire au cruel Le Borgne (Hopper, au Québec), venu racketter les fourmis avec sa bande de sauterelles. Contraint de s'en retourner bredouille, l'affreux insecte promet de revenir à l'automne collecter le double de sa ration habituelle. Pour se faire pardonner, Tilt propose de partir à la recherche de mercenaires pour lutter contre l'envahisseur…

## Synopsis
Une colonie de fourmis, dirigée par la vieille reine et sa fille, la princesse Atta, vit au milieu d'un ruisseau saisonnier sec sur une petite colline connue sous le nom de "L’île aux fourmis". Chaque été, ils sont obligés de donner de la nourriture à un gang de sauterelles dominateurs, dirigés par le Borgne. Un jour, une fourmi inventeur sujette aux accidents nommée Tilt fait accidentellement tomber l'offrande dans l'eau avec sa dernière invention, un récolteur de céréales. En le découvrant, Le Borgne exige deux fois plus de nourriture comme compensation. Lorsque Tilt suggère sérieusement aux fourmis d'obtenir l'aide de plus gros insectes pour combattre les sauterelles, Atta le voit comme un moyen de se débarrasser de Tilt et l'envoie.
Tilt se rend dans "la ville", un tas de déchets sous une remorque. À la suite d'un combat de bar chaotique, Tilt confond une troupe d'insectes de cirque sans emploi pour des insectes guerriers qu'il recherche. Les insectes, à leur tour, confondent Tilt pour un agent de talents et acceptent de retourner avec lui sur son île. Lors d'une cérémonie de bienvenue à leur arrivée, la troupe de cirque et Tilt découvrent leurs malentendus mutuels. La troupe de cirque tentent de partir, mais sont poursuivis par un oiseau voisin ; en fuyant, ils sauvent la sœur cadette d'Atta, Couette, de l'oiseau, gagnant le respect des fourmis. À la demande de Tilt, la troupe de cirque continuent la ruse d'être des "guerriers", leur permettant ainsi de continuer à profiter de l'hospitalité des fourmis. Apprendre que le Borgne craint les oiseaux inspire Tilt à créer un faux oiseau pour effrayer les sauterelles. Pendant ce temps, le Borgne rappelle à sa bande le nombre supérieur des fourmis, et soupçonne que les fourmis finiront par se rebeller s'ils ne sont pas maintenus en ligne car ils sont plus nombreux qu’eux.
Les fourmis finissent de construire le faux oiseau. Lors de la célébration suivante, l'ancien patron de la troupe de cirque, Lilipuce, arrive, voulant les réembaucher. Cela révèle par inadvertance les mensonges de Tilt ; indignées, les fourmis l'exilent, lui et la troupe de cirque, et tentent désespérément de rassembler de la nourriture pour une nouvelle offrande. le Borgne revient et voit l'offrande médiocre ; il s'empare de l'île et exige le propre approvisionnement alimentaire hivernal des fourmis, prévoyant d'exécuter la Reine par la suite. En entendant le plan, Couette persuade Tilt et la troupe de cirque de retourner sur l'île aux fourmis pour les sauver.
Après que les insectes du cirque aient distrait les sauterelles assez longtemps pour sauver la reine, Tilt déploie l'oiseau. Au début, il trompe les sauterelles, mais Lilipuce, qui est également trompé, met le feu à l'oiseau. Réalisant la supercherie, le Borgne riposte en faisant battre Tilt, proclamant que les fourmis sont des formes de vie humbles qui vivent pour servir les sauterelles mais Tilt affirme que le Borgne craint en fait la colonie, parce qu'il a toujours su de quoi ils sont capables. Cela inspire les fourmis et la troupe de cirque à se battre contre les sauterelles, les chassant toutes sauf le Borgne.
Les fourmis poussent le Borgne dans le canon du cirque pour le chasser hors de l'île, mais la pluie commence soudainement à tomber. Dans le chaos qui s'ensuit, Le Borgne se libère du canon et enlève Tilt. La troupe de cirque et Atta poursuivent, cette dernière rattrapant Le Borgne et sauvant Tilt. Tilt attire le Borgne dans le vrai nid d'oiseau ; croyant que l'oiseau est un autre faux, le Borgne le raille, mais se rend compte que c'est un vrai, tente de s'enfuir mais se fait attraper et se fait donner en nourriture aux oisillons avant de mourir dans des cris d'effrois.
Avec le départ des sauterelles, Tilt améliore ses inventions pour aider à rassembler de la nourriture pour l'île. Lui et Atta deviennent un couple, et ils envoient quelques fourmis et le frère amical du Borgne, Plouc, pour aider Lilipuce et les autres insectes du cirque lors de leur nouvelle tournée. Atta et Couette deviennent respectivement la nouvelle reine et la nouvelle princesse. Les fourmis félicitent Tilt en tant que héros et font leurs adieux à la troupe de cirque.

## Fiche technique
- Titre original : A Bug's Life
- Titre français : 1 001 Pattes
- Titre québécois : Une vie de bestiole
- Réalisation : John Lasseter et Andrew Stanton
- Scénario : Andrew Stanton, Bob Shaw et Donald McEnry d’après une histoire originale de John Lasseter, Andrew Stanton et Joe Ranft
  - Directeur d’écriture : Joe Ranft
  - Storyboard : Bob Peterson, Pete Docter, Jonas Rivera et Jill Culton
- Animation : Glenn McQueen, Doug Sweetland, James Ford Murphy, Jimmy Hayward, Jan Pinkava et Kyle Balda
- Musique : Randy Newman
- Production : Walt Disney Pictures, Pixar Animation Studios
- Distribution : Buena Vista Pictures
- Budget : 45 millions USD
- Format : Couleurs - 2.35 : 1 (Cinémascope) - Dolby Digital - SDDS - DTS
- Durée : 95 minutes
- Dates de sortie[1]
  - États-Unis : 25 novembre 1998
  - France : 10 février 1999
  - Suisse romande : 12 février 1999

## Distribution

### Voix originales
- Dave Foley : Flik (Tilt)
- Kevin Spacey : Hopper (Le Borgne)
- Julia Louis-Dreyfus : la princesse Atta
- Hayden Panettiere : Dot (Couette)
- Denis Leary : Francis (Marcel ou Doris au Québec)
- Bonnie Hunt : Rosie
- Roddy McDowall : Mr Soil (M. Sol)
- Phyllis Diller : Queen (Reine des fourmis)
- Richard Kind : Molt (Plouc)
- David Hyde Pierce : Slim (Fil)
- Joe Ranft : Heimlich
- Jonathan Harris : Manny
- Madeline Kahn : Gypsy Moth (Gypsy)
- Michael McShane : Tuck/Roll (Chivap/Chichi ou Torti/Coli au Québec)
- John Ratzenberger : P.T. Flea (Lilipuce ou Petit pou au Québec)
- Brad Garrett : Dim (Cake)
- Edie McClurg : Dr Flora
- Alex Rocco : Thorny (monsieur Somme ou Bourru au Québec)
- David Ossman : Cornelius
- Carole Jeghers : Baby birds (Bébés oiseaux)

### Voix françaises
- Thierry Wermuth : Tilt
- Marie Vincent : la princesse Atta
- Dominique Collignon-Maurin : Le Borgne
- Marie Sambourg : la princesse Couette
- Perette Pradier : Reine des Fourmis
- Henri Guybet : Plouc
- Bernard Alane : Fil
- Jean-Loup Horwitz : Heimlich
- Patrick Poivey : Marcel
- Pierre Baton : Manny-le-Magnifique
- Barbara Tissier : Gypsy
- Frédérique Tirmont : Rosie
- Éric Métayer : Chivap et Chichi, les cloportes jumeaux
- Edgar Givry : Lilipuce
- Marc Alfos : Cake, une sauterelle qui discute au bar
- Henri Courseaux : M. Sol
- Évelyne Grandjean : le docteur Flora
- Bernard Métraux : M. Somme
- Henri Labussière : Cornelius
- Michael McShane : Chivap

Voix additionnelles :
- Gérard Surugue : voix secondaires, une mouche dans le chapiteau, le coléoptère qui raconte une blague, la blatte taxi bus en ville, une mouche qui commande un verre dans le bar, la sauterelle dans la mare qui attend son verre, la sauterelle / bestiole Panpan du bêtisier
- Éric Métayer : voix secondaires, un escargot passant dans la ville, une mouche chassée du bar, un escargot qui se brûle la bouche avec son plat "sans sel", le moustique qui commande avec un accent mexicain, Faza une sauterelle au bar mexicain
- Christophe Lemoine : la fourmi perdant la trace de la chaîne et une mouche au cirque cherchant à draguer Marcel (la coccinelle)
- Jean-Philippe Puymartin : le spectateur mécontent
- François Chaix : le vendeur de pop-corn
- Michel Mella : le moustique buvant une sangria et la sauterelle à la recherche des fourmis
- Emmanuel Curtil : la sauterelle qui trouve la veste de coccinelle

Source et légende : version française (VF) sur Voxofilm

Musique: Le Temps Votre Vie Jean Piat

### Voix québécoises
- Gilbert Lachance : Klic (Flik), Heimlich
- Guy Nadon : Hopper
- Christine Bellier : la princesse Atta
- Claudia-Laurie Corbeil : la princesse Dot
- Élizabeth Chouvalidzé : la reine des fourmis
- François L'Écuyer : Plouc
- Alain Zouvi : Slim
- Sébastien Dhavernas : Doris
- Claude Préfontaine : Manny
- Danièle Panneton : Gypsy
- Élise Bertrand : Rosie
- Benoit Rousseau : Petit Pou
- Michael McShane : Torti
- Manuel Tadros : Coli
- Victor Désy : Dim
- Carl Béchard : monsieur Sol
- Johanne Léveillé : Dre Flora
- Ronald France : Bourru
- Lisette Dufour : la mouche indignée
- Hubert Gagnon : la mouche dragueuse
- Pierre Auger : Axel (sauterelle)
- Michel Comeau : Chanteur

## Chansons du film
- The Time Of Your Life ou La Chance de ta vie au Québec (Générique de fin) - Randy Newman ou Michel Comeau (Québec)
- Au Japon, la chanson image du film est "STAND" du groupe japonais Hoff Dylan. C'est aussi la première chanson de la version japonaise de la bande originale du film[3].

## Autour du film
- Tuck et Roll les deux cloportes sont à plusieurs reprises nommés « les poux », ce qui est sûrement dû à une faute de traduction. En effet, l'un des termes anglais pour cloporte est woodlouse ; un surnom plus juste aurait été « les cochons » en référence au nom de cochon de cave (ou de saint Antoine).
- La chanson finale The Time Of Your Life est interprétée par Randy Newman, également interprète du générique It's a Jungle out There de la série télévisée Monk.
- La boîte de biscuits qui sert de moyen de transport à la troupe de cirque de Lilipuce est de la marque fictive Casey Jr, comme le train du cirque dans Dumbo (1941).
- Woody le cow-boy héros du film d'animation Toy Story est apparu dans le bêtisier du générique de fin. Il porte un clap noir de cinéma, aux côtés de Monsieur Sol et du Docteur Flora. On peut également trouver dans le bêtisier la phrase culte de Buzz l'éclair, « Vers l'infini et au-delà ! », dite alors par Tilt.
- La voiture de livraison Pizza Planet est apparue dans la nuit à côté de la caravane ; c'est un clin d'œil à Toy Story. Tilt et Heimlich apparaissent également lors du bêtisier de Toy Story 2.
- La chanson principale du film est Baba O'Riley du groupe The Who.

## Sorties vidéo
- 20 avril 1999 - VHS (Québec et États-Unis) avec recadrage 4/3 (1,33) et doublage québécois d'origine
- 10 novembre 1999 - VHS et DVD (France)
- Été 2000 - VHS et DVD (Québec) collection « classique or » avec recadrage 4/3
- Janvier 2001 - coffret Pixar trois films (Histoire de jouets, Une vie de Bestiole et Histoire de jouets 2) avec recadrage 4/3 (Québec)
- 26 juillet 2001 - DVD (France) avec format respecté 2,35:1
- 26 novembre 2002 - double DVD (France) avec format respecté 2,35:1
- 13 avril 2011 - Blu-Ray (France) avec format respecté 2,35:1